# Afgooye
Afgooye (en somali : Afgooye ; en arabe : أفجويي) est une ville de la région de Shabeellaha Hoose, au sud de la Somalie. Elle se trouve sur la côte, à 25 km de Mogadiscio. et l'Éthiopie. La ville est traversée par le Chébéli. Elle a fait partie de la Somalie italienne au cours de la première moitié du XXe siècle ; les Italiens occupent la ville en 1908 et y ferment le marché aux esclaves. Depuis le déclenchement de la guerre civile somalienne en 1991, elle accueille de nombreux réfugiés venus du sud du pays. Afgooye compterait aujourd'hui environ 70 000 habitants.